# Campeonato Panamericano Juvenil de Hockey sobre césped masculino de 2014
El II Campeonato Panamericano Juvenil Masculino de Hockey sobre césped Masculino de 2014 se celebró en Puerto Rico, entre el 4 y el 8 de febrero de 2014. 
El campeón y subcampeón del torneo obtuvieron una plaza en los Juegos Olímpicos de la Juventud 2014 a celebrarse en Nankín, China. 
Argentina, el vigente campeón de este torneo, defendió exitosamente su corona al vencer 5-2 en la final a Canadá. Estos dos conjuntos se clasificaron a la cita olímpica.

## Países participantes
En este torneo participarán:
- Puerto Rico (país local)
- Argentina
- Canadá
- Estados Unidos
- Guatemala
- México
- Panamá (renuncia)

## Formato de competición
Los seis equipos participantes jugarán una liguilla todos contra todos a una sola rueda, otorgando tres puntos al equipo ganador, y ninguno al equipo perdedor. Si hay empate, será un punto para cada equipo.
Luego del "round-robin", se jugará una instancia de eliminación directa. De acuerdo a la posición lograda en esta fase de todos contra todos se tomarán las siguientes medidas:
- El equipo que finalice en primera o segunda posición accederá directamente a las semifinales.
- El resto de los equipos jugarán los cuartos de final. Los cruces serán los siguientes:

- - 4° lugar vs 5° lugar - Partido 22
  - 3° lugar vs 6° lugar - Partido 24

Los ganadores de cuartos de final accederán a las semifinales, donde ya se encuentra clasificado el primero y segundo de la liguilla. Allí los cruces serán los siguientes:
- - 1° lugar vs Ganador Cuartos de final 1
  - 1° lugar vs Ganador Cuartos de final 2

Los ganadores de esta instancia clasificarán a los Juegos Olímpicos de la Juventud y jugarán la final para definir el campeón. Los perdedores, jugarán un partido de consuelo para definir quien ocupará el tercer y cuarto lugar, respectivamente.
Por otro lado, los perdedores de cuartos de final, jugarán un partido para definir el quinto y sexto puesto. Con esto, se asegura que cada equipo tenga una posición exacta en el torneo y en la tabla general.

## Árbitros
La lista de árbitros es la siguiente:
- Donovan Simmons
- Duvaughn Henlon
- Maximiliano Scala
- Jamar Springer
- Luis Aroldo Cardona Domingo
- Deric Leung
- Marcial Núñez
- Vladimir Llopiz Crespo

## Resultados[4]

### Primera fase
| Equipo         | J | G | E | P | GF | GC | DG  | PTS |
| -------------- | - | - | - | - | -- | -- | --- | --- |
| Argentina      | 5 | 5 | 0 | 0 | 75 | 7  | +68 | 12  |
| Canadá         | 5 | 4 | 0 | 1 | 55 | 11 | +44 | 9   |
| Estados Unidos | 5 | 2 | 1 | 2 | 31 | 23 | +8  | 7   |
| México         | 5 | 2 | 1 | 2 | 24 | 33 | -9  | 7   |
| Puerto Rico    | 5 | 1 | 0 | 4 | 9  | 50 | -41 | 3   |
| Guatemala      | 5 | 0 | 0 | 5 | 5  | 75 | -70 | 0   |

|  | Clasificado directamente a las semifinales. |
|  | Jugarán los cuartos de final                |

#### Fixture
Los horarios indicados pertenecen a la franja horaria de Puerto Rico (UTC -4)
| Fecha | Hora¹ | Partido        | Partido | Partido        | Resultado |
| ----- | ----- | -------------- | ------- | -------------- | --------- |
| 04.02 | 09:00 | Estados Unidos | -       | México         | 5 - 5     |
| 04.02 | 10:15 | Puerto Rico    | -       | Canadá         | 0 - 14    |
| 04.02 | 11:30 | Argentina      | -       | Guatemala      | 33 - 0    |
| 04.02 | 15:30 | Canadá         | -       | México         | 12 - 1    |
| 04.02 | 16:45 | Guatemala      | -       | Estados Unidos | 3 - 9     |
| 04.02 | 18:30 | Puerto Rico    | -       | Argentina      | 0 - 14    |
| 05.02 | 09:00 | Guatemala      | -       | Canadá         | 0 - 19    |
| 05.02 | 10:15 | Puerto Rico    | -       | México         | 3 - 8     |
| 05.02 | 11:30 | Estados Unidos | -       | Argentina      | 1 - 9     |
| 05.02 | 15:30 | México         | -       | Guatemala      | 8 - 1     |
| 05.02 | 16:45 | Canadá         | -       | Argentina      | 4 - 5     |
| 05.02 | 18:00 | Puerto Rico    | -       | Estados Unidos | 0 - 11    |
| 06.02 | 09:00 | Argentina      | -       | México         | 12 - 2    |
| 06.02 | 10:15 | Puerto Rico    | -       | Guatemala      | 6 - 1     |
| 06.02 | 11:30 | Estados Unidos | -       | Canadá         | 5 - 6     |

### Segunda fase
Los puestos indicados se basan en el puesto logrado en la liguilla.

#### Cuadro
|  |                |              |                |        | Cuartos de final | Cuartos de final |   |  | Semifinales | Semifinales |  |  | Final        | Final |
|  |                |              |                |        |                  |                  |   |  |             |             |  |  |              |       |
|  |                |              |                |        | 7 de febrero     |                  |   |  |             |             |  |  |              |       |
|  |                |              |                |        |                  |                  |   |  |             |             |  |  |              |       |
|  | México         | 8            |                |        |                  |                  |   |  |             |             |  |  |              |       |
|  | México         | 8            | 7 de febrero   |        |                  |                  |   |  |             |             |  |  |              |       |
|  |                |              | Puerto Rico    | 2      |                  |                  |   |  |             |             |  |  |              |       |
|  | México         | 3            | Puerto Rico    | 2      |                  |                  |   |  |             |             |  |  |              |       |
|  | México         | 3            | Quinto lugar   |        |                  |                  |   |  |             |             |  |  |              |       |
|  |                |              | Argentina      | 8      |                  |                  |   |  |             |             |  |  |              |       |
|  | Puerto Rico    | 7            | Argentina      | 8      |                  |                  |   |  |             |             |  |  |              |       |
|  | Puerto Rico    | 7            | 8 de febrero   |        |                  |                  |   |  |             |             |  |  |              |       |
|  | Guatemala      | 2            |                |        |                  |                  |   |  |             |             |  |  |              |       |
|  | Guatemala      | 2            | Argentina      | 5      |                  |                  |   |  |             |             |  |  |              |       |
|  | 8 de febrero   | 8 de febrero | Argentina      | 5      | 7 de febrero     | 7 de febrero     |   |  |             |             |  |  |              |       |
|  | 8 de febrero   | 8 de febrero |                | Canadá | 7 de febrero     | 7 de febrero     | 2 |  |             |             |  |  |              |       |
|  |                |              | Estados Unidos | Canadá | 10               |                  | 2 |  |             |             |  |  |              |       |
|  | 7 de febrero   |              | Estados Unidos |        | 10               |                  |   |  |             |             |  |  |              |       |
|  |                | Guatemala    | 2              |        |                  |                  |   |  |             |             |  |  |              |       |
|  | Estados Unidos | Guatemala    | 2              | 5      |                  |                  |   |  |             |             |  |  |              |       |
|  | Estados Unidos |              | Tercer lugar   | 5      |                  |                  |   |  |             |             |  |  |              |       |
|  |                |              | Canadá         | 8      |                  |                  |   |  |             |             |  |  |              |       |
|  | México         | 4            | Canadá         | 8      |                  |                  |   |  |             |             |  |  |              |       |
|  | México         | 4            |                |        |                  |                  |   |  |             |             |  |  |              |       |
|  | Estados Unidos | 2            |                |        |                  |                  |   |  |             |             |  |  |              |       |
|  | Estados Unidos | 2            |                |        |                  |                  |   |  |             |             |  |  |              |       |
|  |                |              |                |        |                  |                  |   |  |             |             |  |  | 8 de febrero |       |

#### Cuartos de final
| Fecha | Hora¹ | Partido        | Partido | Partido   | Resultado |
| ----- | ----- | -------------- | ------- | --------- | --------- |
| 07.02 | 09:00 | Puerto Rico    | -       | México    | 2 - 8     |
| 07.02 | 10:30 | Estados Unidos | -       | Guatemala | 10 - 2    |

##### Partido por el quinto puesto
| Fecha | Hora¹ | Partido     | Partido | Partido   | Resultado |
| ----- | ----- | ----------- | ------- | --------- | --------- |
| 08.02 | 16:30 | Puerto Rico | -       | Guatemala | 7 - 2     |

#### Semifinales
| Fecha | Hora¹ | Partido   | Partido | Partido        | Resultado |
| ----- | ----- | --------- | ------- | -------------- | --------- |
| 07.02 | 16:30 | Argentina | -       | México         | 8 - 3     |
| 07.02 | 18:00 | Canadá    | -       | Estados Unidos | 8 - 5     |

#### Partido por el tercer lugar
| Fecha | Hora¹ | Partido | Partido | Partido        | Resultado                                                                                               |
| ----- | ----- | ------- | ------- | -------------- | --- |
| 08.02 | 17:45 | México  | -       | Estados Unidos | 4 - 2 (enlace roto disponible en Internet Archive; véase el historial, la primera versión y la última). |

#### Final
| Fecha | Hora¹ | Partido   | Partido | Partido | Resultado |
| ----- | ----- | --------- | ------- | ------- | --------- |
| 08.02 | 19:00 | Argentina | -       | Canadá  | 5 - 2     |

| Campeón del Campeonato Panamericano Juvenil 2014 |
| ------------------------------------------------ |
| Argentina Segundo Título                         |

## Posiciones finales
- 1°  Argentina
- 2°  Canadá
- 3°  México
- 4°  Estados Unidos
- 5°  Puerto Rico
- 6°  Guatemala

## Clasificados a los Juegos Olímpicos de la Juventud 2014
| Bandera de Argentina | Bandera de Canadá |
| Argentina            | Canada            |
| -------------------- | ----------------- |